# Muelleromyces indicus
Muelleromyces indicus är en svampart som beskrevs av Kamat & Anahosur 1968. Muelleromyces indicus ingår i släktet Muelleromyces och familjen Phyllachoraceae.   Inga underarter finns listade i Catalogue of Life.